# Dasyphyllum
Dasyphyllum är ett släkte av korgblommiga växter. Dasyphyllum ingår i familjen korgblommiga växter.

## Bildgalleri

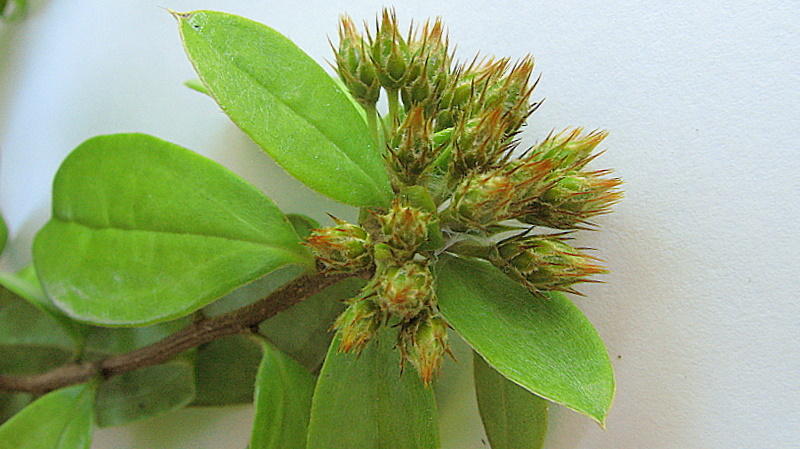

## Dottertaxa tillDasyphyllum, i alfabetisk ordning[1]
- Dasyphyllum argenteum
- Dasyphyllum armatum
- Dasyphyllum brasiliense
- Dasyphyllum brevispinum
- Dasyphyllum cabrerae
- Dasyphyllum candolleanum
- Dasyphyllum chapadense
- Dasyphyllum colombianum
- Dasyphyllum cryptocephalum
- Dasyphyllum diacanthoides
- Dasyphyllum donianum
- Dasyphyllum excelsum
- Dasyphyllum ferox
- Dasyphyllum flagellare
- Dasyphyllum floribundum
- Dasyphyllum fodinarum
- Dasyphyllum horridum
- Dasyphyllum hystrix
- Dasyphyllum inerme
- Dasyphyllum infundibulare
- Dasyphyllum lanceolatum
- Dasyphyllum latifolium
- Dasyphyllum lehmannii
- Dasyphyllum leiocephalum
- Dasyphyllum leptacanthum
- Dasyphyllum luetzelburgii
- Dasyphyllum maria-lianae
- Dasyphyllum orthacanthum
- Dasyphyllum popayanense
- Dasyphyllum reticulatum
- Dasyphyllum retinens
- Dasyphyllum spinescens
- Dasyphyllum sprengelianum
- Dasyphyllum synacanthum
- Dasyphyllum tomentosum
- Dasyphyllum trichophyllum
- Dasyphyllum vagans
- Dasyphyllum varians
- Dasyphyllum weberbaueri
- Dasyphyllum velutinum
- Dasyphyllum vepreculatum